# Eyeliner

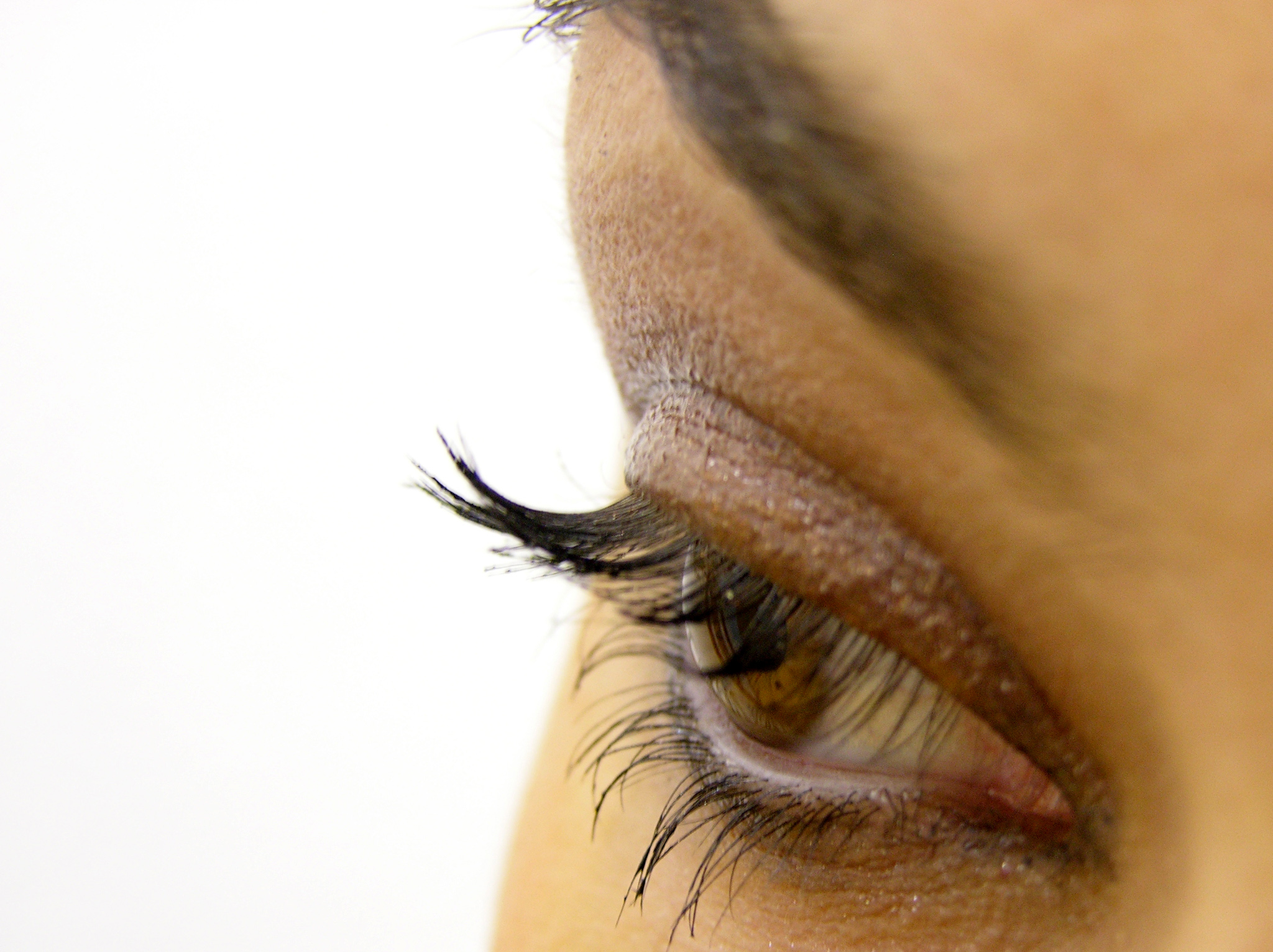
Oog met onder en boven eyeliner aangebracht.

Een eyeliner en een oogpotlood zijn make-up-producten om lijnen rondom, boven of onder de ogen aan te brengen. Het doel is om de ogen extra expressie te geven, waarbij geldt dat hoe donkerder en dikker de lijnen zijn, hoe dramatischer de ogen kunnen lijken. Het verschil tussen een eyeliner en een oogpotlood is dat een eyeliner vloeibaar is en een oogpotlood uit een vaste substantie bestaat. Er zijn echter ook producten in de markt die deze kenmerken combineren, zoals stiften.

## Oogpotlood
Oogpotloden werden vroeger van kohl gemaakt, daarom noemt men een oogpotlood ook wel een kohlpotlood. Een oogpotlood moet, afhankelijk van de gewenste dikte van de lijn, regelmatig geslepen worden. Er bestaan ook hervulbare potloden.
Er bestaan vele merken oogpotloden, die verschillende soorten aanbieden. Oogpotloden kunnen variëren in kleur, textuur en type. De meeste oogpotloden zijn zwart, maar er zijn ook grijze en bruine oogpotloden verkrijgbaar, en zelfs kleuren als paars en blauw zijn verkrijgbaar. De huid rondom het oog is erg kwetsbaar, waardoor het belangrijk is dat het oogpotlood een zachte punt heeft en goed over de huid kan glijden.

## Gebruik
Eyeliners, oogpotloden en gelijksoortige producten worden vrijwel altijd gecombineerd met mascara. Het kan ook gebruikt worden voor de wenkbrauwen, echter een wenkbrauwpotlood is door zijn structuur hier veel beter geschikt voor.
Het oogpotlood of eyeliner wordt op de huid om, boven of onder het ooglid aangebracht. Bij het opbrengen is een vaste hand noodzakelijk. Oogpotloden zijn hierbij makkelijker te gebruiken dan vloeibare eyeliners, omdat het trekken van lijnen met een eyeliner veel controle vergt en omdat een met een oogpotlood aangebrachte lijn achteraf eenvoudig gecorrigeerd kan worden, omdat deze niet meteen en niet helemaal opdroogt. Met deze zelfde techniek is het ook mogelijk om een lijn die door een oogpotlood is gezet te laten vervagen, waardoor het ook beter met oogschaduw valt te combineren. Oogpotloden zijn ook beter te gebruiken wanneer de huid van de oogleden niet meer helemaal strak is. Met eyeliners zijn echter wel strakkere lijnen te trekken en die blijven ook beter zitten, omdat eyeliners in het algemeen helemaal opdrogen.
Voor het potlood geldt; dat hoe vetter de potlood is, hoe makkelijker het aan te brengen is, maar hoe groter de kans dat het vlekt of in randen ophoopt. Een oud oogpotlood werkt beter nadat het een tijdje in de diepvriezer heeft gelegen.
Als men een oogpotlood of eyeliner gebruikt, kan men het beste de mond licht geopend houden. Hierdoor ontspannen de oogspieren beter. Het ooglid kan worden strakgetrokken zodat de lijn goed gezet kan worden.
In het televisieprogramma Make Up Your Mind wordt eyeliner gebruikt als schrijfmiddel.